# 얼티밋 워리어
얼티미트 워리어(영어: Ultimate Warrior), 본명 워리어("Warrior" 1959년 6월 16일 ~ 2014년 4월 8일)는 미국의 전 프로레슬링 선수이다. 원래는 이름이 제임스 브라이언 헬위그(James Brian Hellwig)였지만 나중에 개명을 하여 이름에 선수시절 링네임인 워리어가 들어가게 되었다. 2014년에 WWE 명예의 전당에 헌액되었다.
그러나 그 후에 2014년 4월 8일 심장마비로 사망했다. 피니쉬 기술은 워리어 프레스(고릴라 프레스), 워리어 스플래쉬로 사용했다. 그의 워리어 프레스(고릴라 프레스)가 얼마나 위압감을 줬는지, 아직도 고릴라 프레스 계열의 기술을 사용할 때 다수의 해설가나 팬들이 워리어 프레스라고 부르기도 한다.
보디빌더 출신이었기 때문에 엄청난 근육질인 반면 지구력은 비교적 좋지 않아서 파워하우스 기믹으로 경기를 최대한 짧은 시간 내에 끝내는 스타일로 고착되었다.

## 수상
- WCWA 텍사스 헤비웨이트 챔피언 1회
- WCWA 월드 태그팀 챔피언 1회 - 랜스 본 에릭 (1회)
- NWE 월드 헤비웨이트 챔피언 1회
- WWE 챔피언 1회
- WWE 인터콘티넨탈 챔피언 2회
- 2014 WWE 명예의 전당 헌액자